# ノルウェー館 (エプコット)
ノルウェー館（ノルウェー・パビリオン、Norway Pavilion）は、アメリカ合衆国フロリダ州のウォルト・ディズニー・ワールド・リゾートにあるディズニーパーク「エプコット」のワールド・ショーケースの一部である。パビリオンは、メキシコ館と中国館の間に位置している。

## 配置
ノルウェー館はオスロのスターヴ教会やアーケシュフース城をモデルにした建物や、奥のほうではセテスダールの村落をモデルにした建築物がある。

## アトラクションとサービス

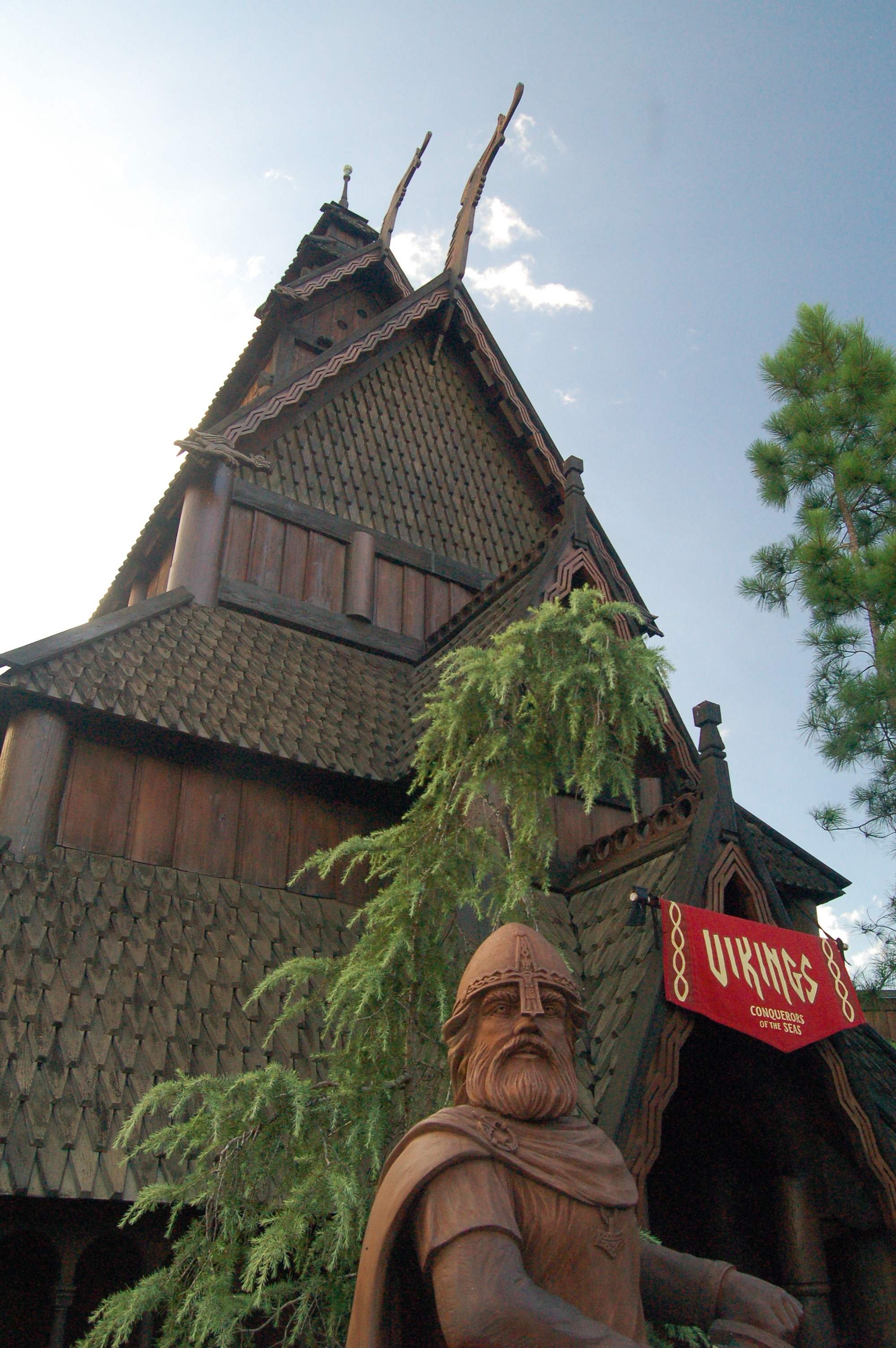
スターヴ教会とヴァイキングの像

### アトラクション
- フローズン・エバー・アフター（Frozen Ever After）: 2016年6月21日に「メイルストロム」（Maelstrom）をリニューアルする形でオープン[2]。「アナと雪の女王」の世界を旅するボートライド。

### 過去のアトラクション
- メイルストロム（Maelstrom）:　オープンから2014年10月まで稼働していたアトラクション。ヴァイキング船を模したボートに乗って北極や北欧神話の世界への冒険に出発。

### レストラン
- クリングラ・バケリ・オク・カフェ（Kringla Bakeri og Kafe）
- レストラン・アカーシャス（Akershus Royal Banquet Hall）

### ショップ
- パフィンズ・ルースト（The Puffin's Roost）
- ワンダリング・レインディア（The Wandering Reindeer）

### エンターテイメント
- スターヴ・チャーチ: 内部は博物館になっており、ノルウェー文化や北欧神話にまつわるものが展示されている。

### キャラクター・グリーティング
- アナとエルサ（アナと雪の女王）